# Sunbeam 3 Litre Super Sports
La 3 Litre è una autovettura sportiva ad alte prestazioni costruita dalla Sunbeam dal 1924 al 1930. È stata presentata al pubblico nell'ottobre del 1924 al Salone dell'automobile di Londra.

## La progettazione e la meccanica
Progettata da Louis Coatalen, ingegnere capo della Sunbeam, era sostanzialmente la replica della Bentley 3 Litre, la quale aveva appena iniziato la sua serie di vittorie conquistando la 24 Ore di Le Mans del 1924.
La carrozzeria era a 4 porte, mentre il motore era un sei cilindri in linea da 2920 cm³ di cilindrata con la distribuzione a valvole in testa. Queste valvole erano inclinate ed erano azionate da un doppio albero a camme in testa con l'ausilio di bilancieri facilmente regolabili. La trasmissione era formata da un cambio a 4 rapporti con pignone scorrevole.
La progettazione di dettaglio del motore era ispirata a molti dei ritrovati tecnici provenienti dall'esperienza maturata dalla Sunbeam nei circuiti automobilistici europei. La testata e il monoblocco erano formati da un'unica colata, tecnica che era consuetudinaria per i motori ad alte prestazioni. Una delle novità era la lubrificazione a carter secco, dove la coppa dell'olio era posizionata dietro il motore.
L'alesaggio dei cilindri portava la vettura ad avere una potenza fiscale di 20,9 CV, la quale obbligava i proprietari a pagare una tassa di 21 sterline. La diretta concorrente, la Bentley 3 Litre, aveva invece applicata un'imposta di 16 sterline, che la rendeva più conveniente rispetto alla Sunbeam 3 Litre. All'epoca infatti 5 sterline era la paga media settimanale nel Regno Unito. La Bentley guadagnò anche una miglior reputazione per il suo motore più resistente, anche se quello della Sunbeam era più scattante.
Sebbene il telaio era robusto, ed era basato su quello montato sulle prime Sunbeam, le caratteristiche molle a balestra semiellittica che erano comuni all'epoca, furono sostituite sul retrotreno da molle di tipo cantilever, le quali divennero un segno distintivo della Casa negli anni successivi.

## Le competizioni
Due modelli della Sunbeam 3 Litre parteciparono alla 24 Ore di Le Mans del 1925, una guidata da Henry Segrave e da George Duller, l'altra da Jean Chassagne e da Sammy Davis.
Segrave e Duller si ritirarono, ma Chassagne e Davis conquistarono la seconda posizione, battuti solo dalla Lorraine-Dietrich di André Rossignol e di Gérard de Courcelles. Questo risultato della Sunbeam fu comunque oscurato dal successivo dominio nella celebre corsa delle Bentley, durante la seconda metà del decennio.